# Lisianthius adamsii
Lisianthius adamsii är en gentianaväxtart som beskrevs av Richard E. Weaver. Lisianthius adamsii ingår i släktet Lisianthius och familjen gentianaväxter. Inga underarter finns listade i Catalogue of Life.